# 周锋锁
周锋锁（1967年10月5日—），陕西西安人，曾是1989年六四天安门事件后被北京市公安局通缉的21名学生运动领袖之一。 1990年代定居美国从事金融行业，2007年创办了人道中国组织，曾任中国民主教育基金会会长，现为中国人权执行主任。

## 生平

### 早年及八九民运
1967年10月5日，周锋锁生于陕西省长安县（今长安区）的一个农民家庭。1985年，被保送到北京清华大学物理系，期间经常参加北京大学王丹等人组织的“民主沙龙”活动。1988年，周组织了清华大学学生会的直接选举。
1989年，周锋锁组建了清华大学学生广播台和天安门广场「学运之声」广播台，参与组织游行示威。绝食期间，继北大学生建立的「绝食团广播站」，张铭和周锋锁也建立了「学运之声广播站」，成为天安门广场后勤救助的骨架，维护了绝食和示威群众的医疗和安全。周锋锁在清华推动「校园民主建设」，包括直接选举学生会、学生自由办报、全面开放成立校园社团。1989年清华大学独立学生组织的重要决定都由学生代表大会决定，在争取民主的同时，实践民主。
在5月20日的戒严令宣布之后，周锋锁代表清华大学成为北高联常委，后由于26日至28日期间让学生撤离广场的决议无法实行，在5月31日辞职。6月1日至3日，周待在清华校园，本来打算于4日前往内蒙古旅行，但隐约感到镇压的可能，于是在3日下午重返天安门广场。3日晚清场期间，他与其他学生坚守于人民英雄纪念碑，4日凌晨被赶走，随后回到清华校园，用学生电台向外界传播北京血腥镇压的消息，6日离开北京搭乘火车前往家乡西安。
6月8日，北京市政府解散北高联。6月13日，北京市公安局将他列为21名高自联骨干之一，受到通缉。当时，他已回到西安的家中躲避，即在6月13日被公安抓捕并送到北京。根據官方的說法為周锋鎖的姐姐和姐夫向政府揭发举报，当局並将此作为大义灭亲的典型進行宣傳。但據周锋鎖本人口述，其姐姐姐夫當時是被自己的工作單位西安空軍工程學院及當地警察欺騙利用。他入狱一年，之后又被流放河北阳原一年。

### 定居美国
1995年，周锋锁来到美国，1998年得到芝加哥大学商学院商学硕士，获优等毕业生奖。2002年，周锋锁、王丹、刘刚、熊焱、张立明等在纽约代表六四受难者起诉中国总理李鹏在八九年犯下的侵害人类罪。2003年，受洗成为基督徒。
2007年与他人联合创办人道中国组织。
2008年，周锋锁任中国民主教育基金会会长，常捐款资助国内受难人士和民运活动。人道中国出版了维权人士刘飞跃所着的《中国精神病院受难群体录》。

#### 重返天安门事件
周锋锁曾在2007年和2010年就未公开地先后两次回到过中国。2014年5月底，六四事件二十五周年前夕，他听闻维权律师浦志强和记者高瑜等人被捕的消息之后，受到触动，再次计划重返中国。6月2日，周锋锁持美国护照顺利通过中国边检抵达北京，随即前往北京市第一看守所，想看望浦志强、高瑜等人，但并未成功。6月3日晚，周锋锁在朋友开车带领下重游六四事件相关地点，包括木樨地、建国门、天安门广场等，随后返回酒店时，被北京市公安局拘留，审讯18小时后于6月4日下午被送上航班遣返美国洛杉矶。

## 评价
2015年8月13日，周锋锁受到美国之音专访。 随后《环球时报》评论员胡锡进（使用笔名单仁平）就此发表评论：“26年潮来潮去，他们像沉入河底的石头”，并称其为“美国人里最‘反华’的那一拨”。